# (4166) Pontryagin
(4166) Pontryagin (1978 SZ6) – planetoida z pasa głównego asteroid okrążająca Słońce w ciągu 4,22 lat w średniej odległości 2,61 j.a. Odkryta 26 września 1978 roku.